# جينا ثيام
جينا ثيام (بالفرنسية: Jenna Thiam)‏ هي ممثلة فرنسية، ولدت في 19 ديسمبر 1990 في فرنسا.

## وصلات خارجية
- جينا ثيام على موقع IMDb (الإنجليزية)
- جينا ثيام على موقع ميتاكريتيك (الإنجليزية)
- جينا ثيام على موقع روتن توميتوز (الإنجليزية)
- جينا ثيام على موقع قاعدة بيانات الأفلام العربية
- جينا ثيام على موقع ألو سيني (الفرنسية)
- جينا ثيام على موقع أول موفي (الإنجليزية)
- جينا ثيام على موقع قاعدة بيانات الفيلم (الإنجليزية)
- جينا ثيام على موقع ليتربوكسد (الإنجليزية)
- جينا ثيام على موقع كينوبويسك (الروسية)